# Tel Tajinat
Tel Tajinat (turško Tell Tayinat Höyüğü, arabsko تل طعينات, Tel tainat) je nizek staroveški tel (grič) na vzhodnem bregu  okljuke Oronta v provinci Hatay, Turčija. Grič stoji približno 25 km jugovzhodno od Antakye (srednjeveška Antiohija).   

## Zgodovina
Naselje je bilo veliko trgovsko središče, prvič v bronasti in drugič v železni dobi. 
Na Tel Tajinatu so v arheoloških slojih EBA II in EBA III (zgodnja bronasta doba) odkrili veliko rdeče-črne pološčena lončenina (lončenina karaz), ki je hkrati najpogostejša lončenina na najdišču. Proti koncu zadnje faze pozne bronaste dobe se je količina tovrstne lončenine zmanjšala. Za rdeče-črno lončenino velja, da se je razvila pod vplivom kuro-araške kulture, ki je v ta del sveta prišla okoli leta 3000 pr. n. št.
V zgodnji železni dobi je na tem mestu zelo verjetno stalo mesto Kinalua, prestolnica enega od novohetistskih/aramejskih mestnih kraljestev, Valistina (aramejsko) ali Palistina (novohetitsko). Med kulturno raznolikimi siro-hetitskimi državami na severnem sirskem pasu so vladarji Kinalue v 8. stoletju pr. n. št. še vedno nosili  hetitska kraljeva imena. 
V prvi asirski osvojitvi mesta v 870. letih pr. n. št. so zmagovalci iz Kinalue odnesli vse zlato in srebro, 100 talentov kositra, surovine za proizvodnjo brona, 100 talentov železa, 1000 volov in 10.000 ovac, lanene tkanine, okrašene kavče in postelje iz zelenikovine in "deset pevk, hčerko kraljevega brata z bogato doto, velikega  opičjaka in race". Na zadnjem pohodu so Asirci prisilili kralja, da se jim je uklonil.

## Arheologija
Prve arheološke raziskave so opravili arheologi Orientalnega instituta Univerze v Chicagu pod vodstvom Robert Braidwooda leta 1935-1938. Eno od ključnih odkritij je bil tempelj, podoben opisu templja kralja Salomona v Stari zavezi. Odkritih je bilo tudi več palač zgrajenih v slogu bit-hilani. Arheologi istega instituta so se na najdišče vrnili leta 1999, da bi raziskali in preverili prva izkopavanja. 
Leta 2004 je po predhodnih raziskavah leta 2003 začela najdišče raziskovati skupina arheologov Univerze Toronto. Raziskave so se nadaljevale leta 2005. V tej sezoni je bila izkopana večina templja iz železne dobe in del palače v slogu bit-hilani. Odkrito je bilo veliko predmetov iz železne dobe I in samo nekaj iz zgodnje bronaste dobe.
Avgusta 2012 so arheologi z Univerze Toronto odkrili glavo in gornji del kipa moškega. Iz velikosti najdbe so izračunali, da je bil kip visok 3,5-4 m. Na hrbtu kipa je reliefen napis v luvijskih hieroglifih, ki je poveličuje vojaške dosežke kralja Šupiluliume. Zgleda, da je kip predstavljal kralja, ki se je v sirsko-hetitski koaliciji leta 858 pr. n. št. vojskoval proti novohetitski invaziji Šalmaneserja III.

## Galerija
- Kralj Šupiluliuma I.
- Tempelj iz železne dobe
- Kralj Šupiluliuma v Hatayskem arheološkem muzeju